# 西蒂·法迪亚·席尔瓦·拉马丹蒂
西蒂·法迪亚·席尔瓦·拉马丹蒂（2000年11月16日—），印尼女子羽毛球運動員。與阿普里亚尼·拉哈育的組合，女子雙打最高世界排名第四位。

## 球員生涯
2017年5月，西蒂·法迪亚·席尔瓦·拉马丹蒂与阿加塔·伊马努埃拉出战印尼羽毛球國際系列賽，在女双準决赛以0比2（12-21、20-22）不敌马来西亚的宋佩珠/鄭清憶。同年7月，她代表印尼參加在本國舉行的亞洲青年羽毛球錦標賽，分别與
阿加塔·伊马努埃拉以及里汉·诺法勒·库沙尔扬托合作贏得女子雙打季軍和混合雙打冠軍。同年10月，她再次代表印尼参加在本國舉行的世界青年羽毛球錦標賽，與里汉·诺法勒·库沙尔扬托赢得混合雙打亚軍。同期10月，她分别与阿加塔·伊马努埃拉以及里汉·诺法勒·库沙尔扬托出战印尼羽毛球國際挑戰賽，在女双决赛以0比2（19-21、18-21）不敌赛会8号种子、队友的法布里安娜·德维普吉·库苏马/蒂亚拉·罗萨莉娅·努莱达赫，赢得亚军；而混双决赛以2比0（21-9、21-18）击败了赛会7号种子、同胞的伊尔凡·法蒂拉赫/皮娅·泽巴迪娅·贝尔纳德特，夺得其首个国际赛冠军。
2018年4月，西蒂·法迪亚·席尔瓦·拉马丹蒂与阿加塔·伊马努埃拉出战芬蘭羽毛球公開賽，在女双準决赛以1比2（14-21、23-21、12-21）不敌马来西亚的吳玥青/葉錚雯。同年7月，她代表印尼参加本国举办的亞洲青年羽毛球錦標賽，在率先进行的团体赛中，助印尼队赢得混合團體季军；此外，还与青年期阿加塔·伊马努埃拉赢得亚青赛女子双打季军。同年9月，她与阿加塔·伊马努埃拉出战海得拉巴羽毛球公開賽，在女双準决赛以1比2（21-16、14-21、19-21）不敌赛会5号种子、中国香港强档的吳芷柔/袁倩瀅。

## 主要比賽成績
只列出曾進入準決賽的國際賽事成績：
| 年份   | 賽事                     | 公開賽級別 | 項目     | 搭檔                   | 成績   |
| ------ | ------------------------ | ---------- | -------- | ---------------------- | ------ |
| 2017年 | 印尼羽毛球國際系列賽     | 國際系列賽 | 女子雙打 | 阿加塔·伊马努埃拉      | 準決賽 |
| 2017年 | 亞洲青年羽毛球錦標賽     | 其他       | 混合團體 | －                     | 銀牌   |
| 2017年 | 亞洲青年羽毛球錦標賽     | 其他       | 女子雙打 | 阿加塔·伊马努埃拉      | 銅牌   |
| 2017年 | 亞洲青年羽毛球錦標賽     | 其他       | 混合雙打 | 里汉·诺法勒·库沙尔扬托 | 金牌   |
| 2017年 | 世界青年羽毛球錦標賽     | 其他       | 混合雙打 | 里汉·诺法勒·库沙尔扬托 | 銀牌   |
| 2017年 | 印尼羽毛球國際挑戰賽     | 國際挑戰賽 | 女子雙打 | 阿加塔·伊马努埃拉      | 亞軍   |
| 2017年 | 印尼羽毛球國際挑戰賽     | 國際挑戰賽 | 混合雙打 | 里汉·诺法勒·库沙尔扬托 | 冠軍   |
| 2018年 | 芬蘭羽毛球公開賽         | 國際挑戰賽 | 女子雙打 | 阿加塔·伊马努埃拉      | 準決賽 |
| 2018年 | 亞洲青年羽毛球錦標賽     | 其他       | 混合團體 | －                     | 季軍   |
| 2018年 | 亞洲青年羽毛球錦標賽     | 其他       | 女子雙打 | 阿加塔·伊马努埃拉      | 季軍   |
| 2018年 | 海得拉巴羽毛球公開賽     | 超級100賽  | 女子雙打 | 阿加塔·伊马努埃拉      | 準決賽 |
| 2018年 | 世界青年羽毛球錦標賽     | 其他       | 混合團體 | －                     | 季軍   |
| 2018年 | 世界青年羽毛球錦標賽     | 其他       | 女子雙打 | 阿加塔·伊马努埃拉      | 季軍   |
| 2018年 | 世界青年羽毛球錦標賽     | 其他       | 混合雙打 | 里汉·诺法勒·库沙尔扬托 | 亞軍   |
| 2019年 | 奧爾良羽毛球大師賽       | 超級100賽  | 女子雙打 | 阿加塔·伊马努埃拉      | 準決賽 |
| 2019年 | 中華台北羽毛球公開賽     | 超級300賽  | 女子雙打 | 莉布卡·苏吉阿托        | 準決賽 |
| 2019年 | 印尼瑪琅市長羽毛球大師賽 | 超級100賽  | 女子雙打 | 莉布卡·苏吉阿托        | 冠軍   |
| 2019年 | 東南亞運動會羽球比賽     | 其他       | 女子團體 | －                     | 銀牌   |
| 2021年 | 海洛羽毛球公開賽         | 超級500賽  | 女子雙打 | 莉布卡·苏吉阿托        | 準決賽 |
| 2022年 | 東南亞運動會羽毛球比賽   | 其他       | 女子團體 | －                     | 銀牌   |
| 2022年 | 東南亞運動會羽毛球比賽   | 其他       | 女子雙打 | 阿普里亚尼·拉哈育      | 金牌   |
| 2022年 | 印尼羽毛球大師賽         | 超級500賽  | 女子雙打 | 阿普里亚尼·拉哈育      | 亞軍   |
| 2022年 | 馬來西亞羽毛球公開賽     | 超級750賽  | 女子雙打 | 阿普里亚尼·拉哈育      | 冠軍   |
| 2022年 | 新加坡羽毛球公開賽       | 超級500賽  | 女子雙打 | 阿普里亚尼·拉哈育      | 冠軍   |
| 2023年 | 馬來西亞羽毛球公開賽     | 超級1000賽 | 女子雙打 | 阿普里亚尼·拉哈育      | 準決賽 |
| 2023年 | 瑞士羽毛球公開賽         | 超級300賽  | 女子雙打 | 阿普里亞尼·拉哈育      | 準決賽 |
| 2023年 | 世界羽毛球錦標賽         | 其他       | 女子雙打 | 阿普里亞尼·拉哈育      | 亞軍   |
| 2023年 | 香港羽毛球公開賽         | 超級500賽  | 女子雙打 | 阿普里亞尼·拉哈育      | 冠軍   |
| 2023年 | 法國羽毛球公開賽         | 超級750賽  | 女子雙打 | 阿普里亞尼·拉哈育      | 準決賽 |
| 2023年 | 海洛羽毛球公開賽         | 超級300賽  | 女子雙打 | 阿普里亞尼·拉哈育      | 亞軍   |
| 2024年 | 瑞士羽毛球公開賽         | 超級300賽  | 女子雙打 | 阿普里亞尼·拉哈育      | 準決賽 |
| 2024年 | 優霸盃                   | 其他       | 女子團體 | －                     | 亞軍   |
| 2024年 | 印尼泗水羽毛球國際挑戰賽 | 國際挑戰賽 | 女子雙打 | 蘭妮·特里亞·馬亞薩里   | 冠軍   |
| 2024年 | 印尼泗水羽毛球大師賽     | 超級100賽  | 女子雙打 | 蘭妮·特里亞·馬亞薩里   | 亞軍   |
| 2025年 | 泰國羽毛球大師賽         | 超級300賽  | 女子雙打 | 蘭妮·特里亞·馬亞薩里   | 冠軍   |
| 2025年 | 泰國羽毛球大師賽         | 超級300賽  | 混合雙打 | 德揚·費迪南夏          | 亞軍   |
| 2025年 | 亞洲羽毛球混合團体錦標賽 | 其他       | 混合團体 | －                     | 冠軍   |
| 2025年 | 蘇迪曼盃                 | 其他       | 混合團体 | －                     | 季軍   |
| 2025年 | 台北羽毛球公開賽         | 超級300賽  | 混合双打 | 德扬·费迪南夏          | 亞軍   |

| 2007-2017年 | 首要超級賽 | 超級賽 | 黃金大獎賽 | 大獎賽 | 國際挑戰賽 | 國際系列賽 | 未來系列賽 | 其他 |

| 2018-2026年 | 總決賽 | 超級1000賽 | 超級750賽 | 超級500賽 | 超級300賽 | 超級100賽 | 國際挑戰賽 | 國際系列賽 | 未來系列賽 | 其他 |

### 奧運會和世錦賽參賽紀錄
|          | 搭檔              | 2018 | 2019 | 2020 | 2021  | 2022 | 2023 | 2024       |
| -------- | ----------------- | ---- | ---- | ---- | ----- | ---- | ---- | ---------- |
| 女子雙打 | 阿加塔·伊马努埃拉 | 64強 | －   | －   | －    | －   | －   | －         |
| 女子雙打 | 莉布卡·苏吉阿托   | －   | －   | －   | 64強1 | 32強 | －   | －         |
| 女子雙打 | 阿普里亚尼·拉哈育 | －   | －   | －   | －    | －   | 亞軍 | 小組第四名 |

1 賽前退賽

## 主要對賽紀錄
西蒂·法迪亚·席尔瓦·拉马丹蒂與主要對手的對賽成績如下（只列出對賽四次或以上對手，僅包括影響世界排名積分的賽事，截至2025年3月6日）：
女雙 - 阿普里亞尼·拉哈育
| 對手                            | 對賽次數 | 對賽結果 | 對賽結果 | 總計 |
| 對手                            | 對賽次數 | 勝       | 負       | 總計 |
| ------------------------------- | -------- | -------- | -------- | ---- |
| 蒂娜·穆拉里塔蘭 陳康樂          | 8        | 3        | 5        | -2   |
| 白荷娜 李紹希                   | 6        | 1        | 5        | -4   |
| 賈一凡 陳清晨                   | 6        | 1        | 5        | -4   |
| 素比莎拉·飘讪攀 普蒂塔·素帕猜恭 | 5        | 5        | 0        | +5   |
| 鄭雨 張殊賢                     | 5        | 3        | 2        | +1   |
| 廣田彩花 福島由紀               | 5        | 2        | 3        | -1   |
| 郑娜银 金慧貞                   | 4        | 3        | 1        | +2   |
| 志田千陽 松山奈未               | 4        | 1        | 3        | -2   |

## 外部連結
- 西蒂·法迪亚·席尔瓦·拉马丹蒂在BWFBadminton.com（英语）
- 西蒂·法迪亚·席尔瓦·拉马丹蒂在BWF.TournamentSoftware.com（英语）
- 西蒂·法迪亚·席尔瓦·拉马丹蒂在Olympics.com（英语）
- 西蒂·法迪亚·席尔瓦·拉马丹蒂在Flashscore（英语）